# Melanconiopsis
Melanconiopsis är ett släkte av svampar. Melanconiopsis ingår i familjen Melanconidaceae, ordningen Diaporthales, klassen Sordariomycetes, divisionen sporsäcksvampar och riket svampar.
|                | Melanconis                                 |
|                |                                            |
|                | Melanconium                                |
|                |                                            |
|                | Macrodiaporthe                             |
|                |                                            |
|                | Apiosporopsis                              |
|                |                                            |
|                | Massariovalsa                              |
|                |                                            |
|                | Dictyoporthe                               |
|                |                                            |
|                | Cytomelanconis                             |
|                |                                            |
|                | Phragmodiaporthe                           |
|                |                                            |
|                | Dicarpella                                 |
|                |                                            |
| Melanconiopsis | \| \| Melanconiopsis inquinans \| \| \| \| |
|                | \| \| Melanconiopsis inquinans \| \| \| \| |
|                | Mebarria                                   |
|                |                                            |
|                | Fremineavia                                |
|                |                                            |
|                | Melanconiopsis inquinans                   |
|                |                                            |

|  | Melanconiopsis inquinans |
|  |                          |